# Zazaki-Alphabet
Das Zazaki-Alphabet ist eine Erweiterung des lateinischen Alphabets, das zum Schreiben der Zaza-Sprache verwendet wird, bestehend aus 32 Buchstaben, von denen sieben (Ç, Ğ, I, İ, Ü, Ş und Ê) für die phonetischen Anforderungen der Sprache von ihren lateinischen Originalen abgeändert wurden.

## Buchstaben
Die Buchstaben des Zazaki-Alphabets sind:
| Großbuchstaben  | A | B | C     | Ç     | D | E | Ê | F | G | Ğ | H | I | İ | J | K | L   | M | N | O | P | Q | R   | S | Ş | T | U | Û | V | W | X | Y | Z |
| Kleinbuchstaben | a | b | c     | ç     | d | e | ê | f | g | ğ | h | ı | i | j | k | l   | m | n | o | p | q | r   | s | ş | t | u | û | v | w | x | y | z |
| IPA Phoneme     | ɑ | b | dz dʒ | ts tʃ | d | ɛ (Anfangs- oder Mittelton) ə (Endklang in weiblichen Wörtern wie Substantiven, Adjektiven und Pronomen) | e | f | g | ʁ | h | ɪ | i | ʒ | k | l ɫ | m | n | o | p | q | ɾ ř | s | ʃ | t | u | ʉ | v | w | x | j | z |

## Geschichte
Die Zazaki-Sprache wurde unter Verwendung einer persischen Form der arabischen Schrift in Ahmad al-Hasis Werk Mewlıdê Nebi (Segen des Propheten) im Jahr 1899 geschrieben. Danach schrieb ein anderer Zaza-Schriftsteller, Osman Esad Efendi, sein Werk mit dem Namen Biyayışê" Nebi (Geburt des Propheten) mit arabischer Schrift im Jahr 1903. Nach den 1980er Jahren erstellte der amerikanische Philologe C. M. Jacobson ein Alphabet für die Zaza-Sprache und dieses Alphabet, das als Jacobson-Alphabet bezeichnet wurde und weithin für Zazaki verwendet wird.